# Średnia Wieś (województwo lubelskie)
Średnia Wieś – wieś w Polsce położona w województwie lubelskim, w powiecie krasnostawskim, w gminie Żółkiewka.
W latach 1975–1998 miejscowość położona była w województwie zamojskim.
Przez miejscowość przepływa rzeka Żółkiewka, dopływ Wieprza.
Wieś stanowi sołectwo gminy Żółkiewka. Według Narodowego Spisu Powszechnego (III 2011 r.) wieś liczyła 288 mieszkańców.